# U (латиниця)
U («у») — 21-а літера латинського алфавіту, присутня практично в усіх графічних системах на його основі.

## Історія
Літера U з'явилася в XVI столітті внаслідок розвитку форм літери V.
У класичній латинській графіці для передачі як голосного /u/, так і приголосного /w/ використовувалася одна літера V: наприклад, num писалося як NVM, а via вимовлялося як [ˈwia].
Під час пізнього Середньовіччя розвинулися дві форми V, обома позначали звуки /u/ і /v/. Форма із загостреною нижньою частиною писалася на початку слова, тоді як форма із закругленою нижньою частиною (U) — у середині та наприкінці, незалежно від звука. Перше розрізнення між ними відмічено в готичному рукопису 1386 р., де v передувало u. Ближче до середини XVI ст. за v закріплюється передача приголосного, а за u — голосного звука. Проте, друкарі ще в XVII столітті уникали використовувати велику U і остаточне розрізнення між двома літерами було прийняте Французькою академією тільки в 1762 році.

## Вимова
У більшості мов, що використовують латинську абетку, ця літера передає фонему /u/ чи схожі голосні.
В англійській абетці літера називається u (МФА: ['juː]), у множині ues. Читається у наголошеному відкритому складі як [juː] — довгий йотований [u], після деяких літер (r, j, іноді чи факультативно l) — як довгий нейотований [u] (rule, June, lute). В американському варіанті англійської нейотована вимова також спостерігається після звуків [ʃ] і [ʒ], які передає s. У закритому положенні літера читається як [ʌ]; архаїчна вимова [ʊ] зберігається після губних приголосних (put), та ще в деяких словах-винятках (sugar). У небагатьох словах u передає інші звуки, такі як [ɪ] (business) та [ɛ] (bury).
У французькій орфографії літера передає звук [y], у той час як для позначення [u] використовується диграф ou. У нідерландській та африкаанс вона передає також [y] або [ʏ], а для позначення [u] використовується диграф oe. У валлійській мові літера може передавати довгий [iː] чи короткий [ɪ] (у південних діалектах), або довгий [ɨː] чи короткий [ɨ̞] (у північних діалектах); у той час як для передачі [uː] та [ʊ] використовується літера w.

## Способи кодування
| Фонетичний алфавіт НАТО   | Фонетичний алфавіт НАТО | код Морзе                      | код Морзе    |
| Uniform                   | Uniform                 | ··–                            | ··–          |
|                           |                         |                                | ⠥            |
| Морський прапорний сигнал | Семафорна абетка        | Американська мова жестів (ASL) | Шрифт Брайля |

В юнікоді велика U кодується як U+0055, а мала u — U+0075.
The sage ASCII code for capital U — 85, для малої u — 117; або у двійковій системі 
01010101 та 01110101 відповідно.
Код EBCDIC для великої U — 228, для малої u — 164.
NCR код HTML та XML — «U» та «u» для великої та малої літер відповідно.